# Protelsonia gjorgjevici
Protelsonia gjorgjevici là một loài chân đều trong họ Stenasellidae. Loài này được Racovitza miêu tả khoa học năm 1924.